# Orthopsyllus rugosus
Orthopsyllus rugosus is een eenoogkreeftjessoort uit de familie van de Orthopsyllidae. De wetenschappelijke naam van de soort is voor het eerst geldig gepubliceerd in 1941 door Nicholls.